# Vstavačovité
Vstavačovité (Orchidaceae) neboli orchideje je čeleď jednoděložných rostlin z řádu chřestotvaré (Asparagales). Některé starší taxonomické systémy ji řadí do samostatného řádu vstavačotvaré (Orchidales). Jejich název pochází z řeckého slova orchis, které v překladu znamená varle – podle tvaru podzemních hlíz rodu vstavač (Orchis).
Tyto rostliny jsou zvláště ceněny pro své krásné květy všech odstínů i barev. Z tropických plodin sem patří ale i hospodářsky významná vanilka získávaná z plodů vanilovníku.
Významným sběratelem orchidejí své doby byl český cestovatel, zahradník a botanik Benedikt Roezl. Celý rod Roezliella a řada druhů také nese jeho jméno.

## Charakteristika
Vstavačovité jsou vytrvalé byliny původem z vlhkých tropických oblastí, kde obývají především stromová patra tropických pralesů. V mírném pásu jsou to zpravidla běžné pozemní rostliny. Některé druhy jsou nezelené a vyživují se pouze parazitováním na některých druzích hub (např. hlístník hnízdák, Neottia nidus-avis), 2 druhy jsou dokonce podzemní.
Orchideje jsou jednodomé s oboupohlavnými květy, často mají hlízy nebo oddenky. Květy orchidejí mohou být buď samostatné, ale obvykle to jsou klasovitá, latovitá či hroznovitá květenství. Plodem je obvykle tenkostěnná tobolka, která obsahuje velmi drobná a četná práškovitá semena. Jejich počet může v jednom roce překročit i sto tisíc. Z nich se uchytí a změní v rostlinu jen nepatrné množství.
Vstupují do orchideoidní mykorhizy.

## Anatomie

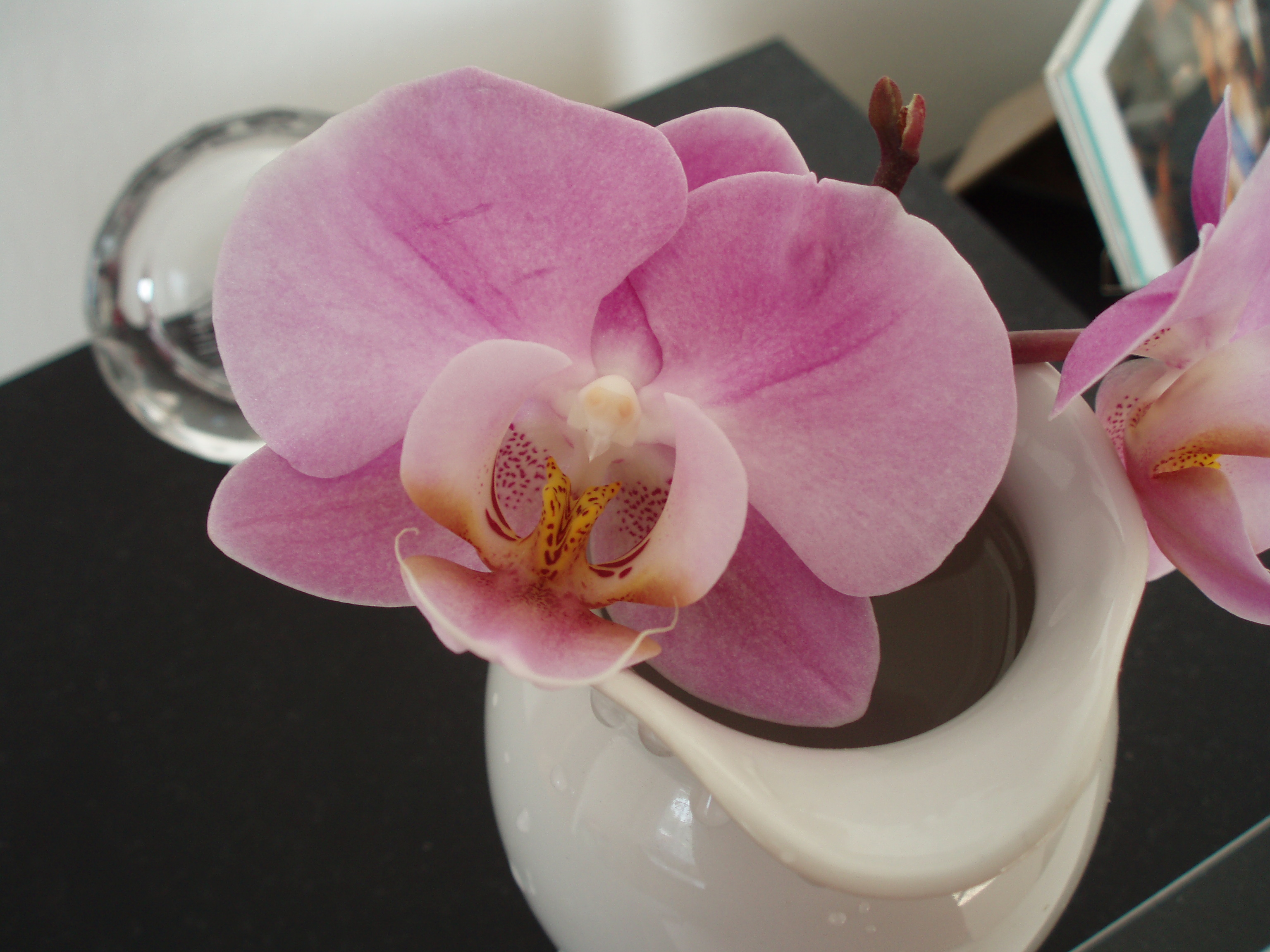
Květ orchideje

### Květ
Květy jsou jednotlivé nebo v květenstvích, pokud v květenstvích, pak se jedná zpravidla o laty, hrozny, klasy, hlávky či okolíky. Květy jsou často podepřeny listeny, jsou velmi nepravidelné, souměrné, zygomorfní. Semeník je často zkroucený a otáčí tak květ o 180°, proto dolní pysk (labellum) je ve skutečnosti horní a hovoříme proto o tzv. zdánlivě dolním. Okvětí je vyvinuto, zpravidla 6 okvětních lístků ve 2 přeslenech, jen vzácně rozlišeny na kalich a korunu, zpravidla volné nebo na bázi srostlé. Dolní (zdánlivě dolní) okvětní lístek vnitřního přeslenu často vytváří pysk (labellum), který je různého tvaru, někdy vzadu s ostruhou. U některých druhů je pysk uprostřed zaškrcený a potom (zdánlivě) dolní část se nazývá epichil a horní část hypochil, může být přítomna také část střední mezochil. Na pysku se může nacházet tzv. callus, většinou pestře zbarvený útvar nejspíše odvozený od pletiv jedné ze "zaniklých" tyčinek.
Tyčinky jsou 3, ale většinou jsou srostlé s čnělkou v 1 útvar, který se nazývá sloupek (gynostemium). Jen zcela výjimečně zůstávají všechny tři tyčinky plodné (u rodu Neuwiedia), přinejmenším jedna (u podčeledi Cypripedioidae) nebo častěji dvě jsou přeměněny na neplodná staminodia. Na přední straně sloupku je mističkovitě prohnutá čnělka s výrůstkem, který se nazývá zobánek (rostellum). Na zobánku jsou 1-2 žlázky, které jsou spojeny stopkovitou nožkou (caudicula) s tzv. brylkou. Brylka je útvar složený ze slepených pylových zrn jednoho prašníku. Gyneceum je složeno ze 3 plodolistů, je parakarpní, semeník je spodní. Plod je zpravidla suchý, vzácně dužnatý, většinou pukavý, vzácně nepukavý, převážně tobolka, vzácně bobule. Tobolka zpravidla obsahuje velké množství semen, která jsou velmi drobná. Embryo je slabě diferenciované, semena jsou nedokonalá. Rostlina se totiž v počátečním vývoji vyživuje heterotrofně s pomocí určitého druhu houby.

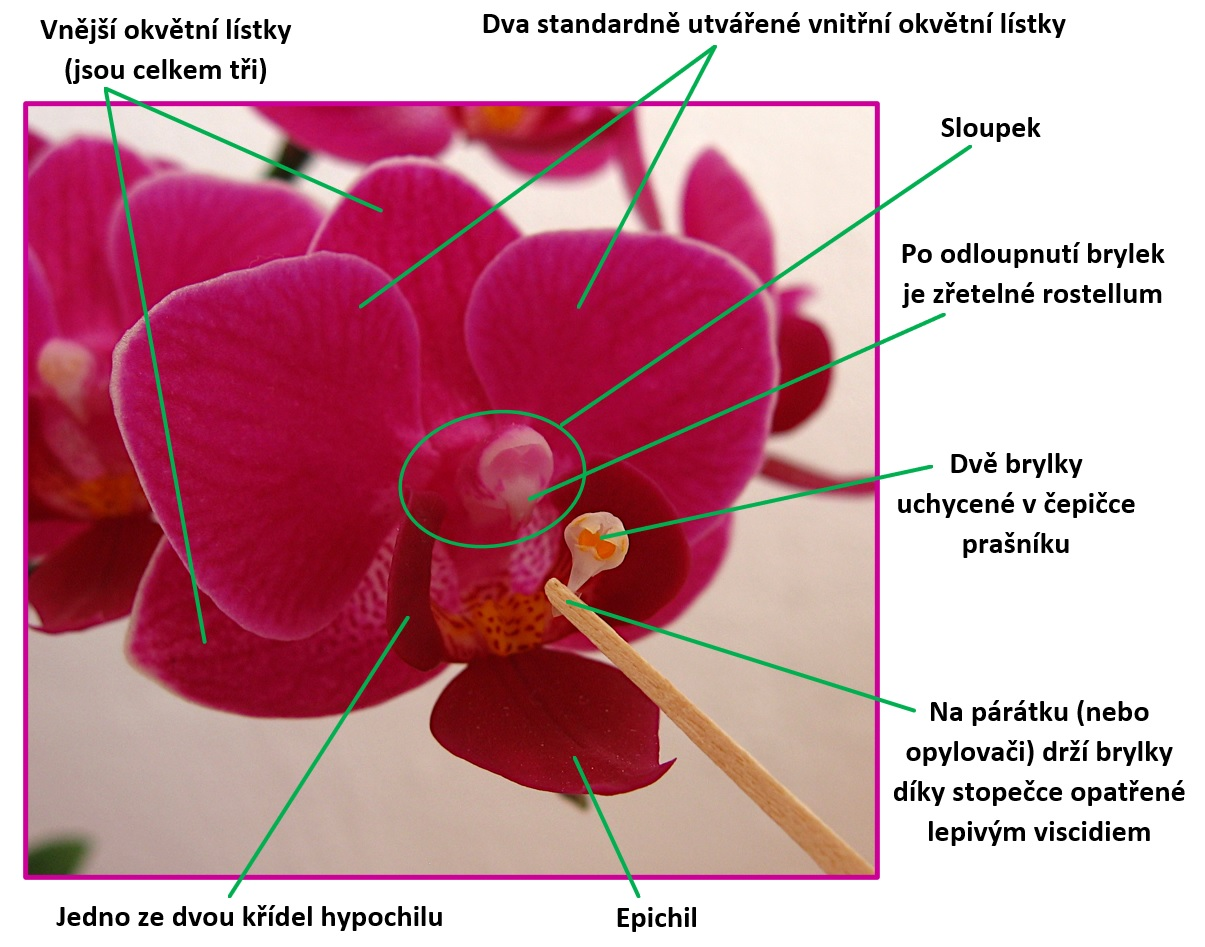
Stavba květu orchidejí ilustrovaná na rodu Phalaenopsis (podčeleď Epidendroideae)
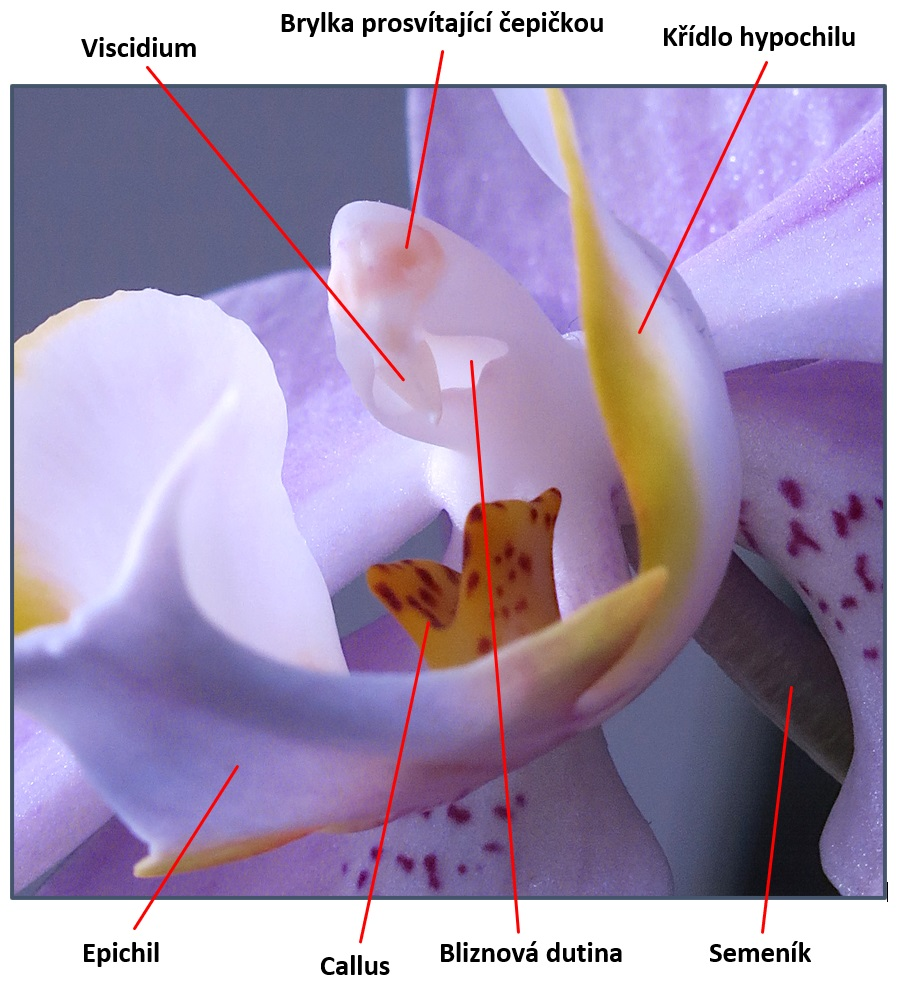
Phalaenopsis: detail květu (sloupek a jeho okolí), spodní pohled
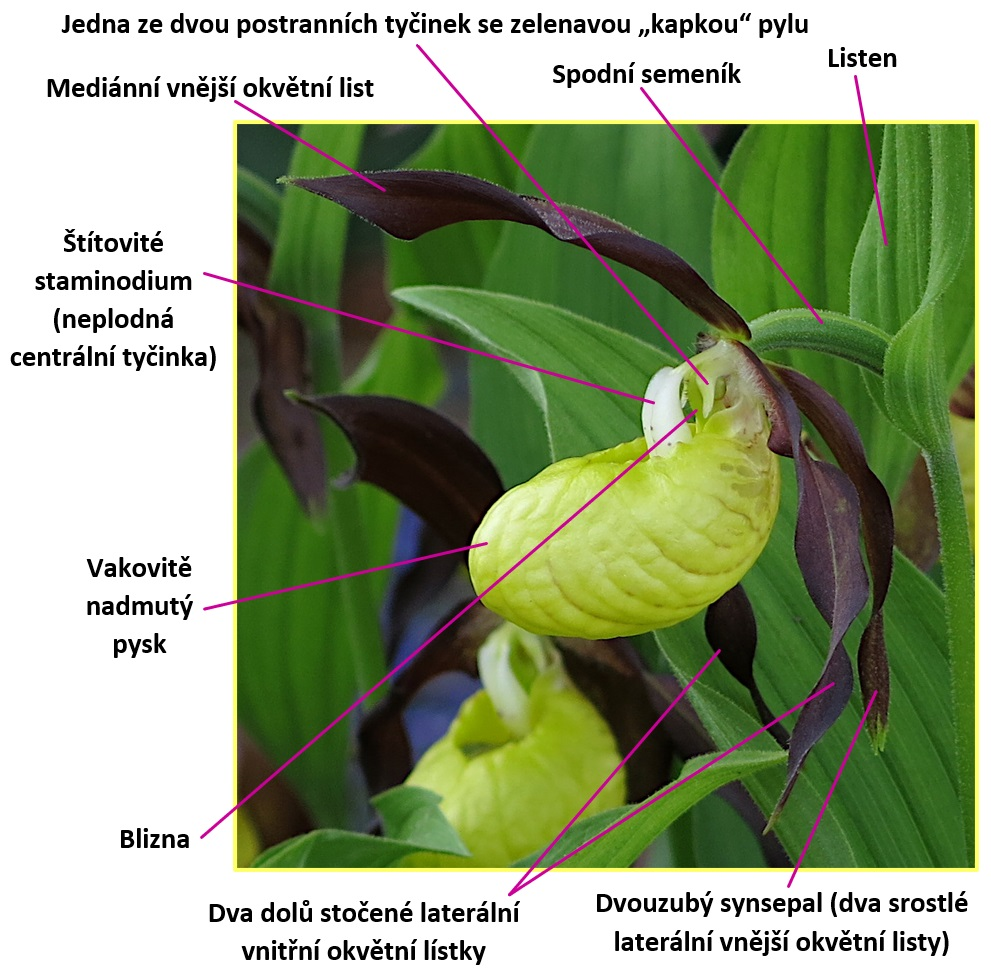
Stavba květu střevíčníku pantoflíčku (Cypripedium calceolus) z podčeledi Cypripedioideae

### List
Listy jsou někdy nahloučeny na bázi, jindy nikoliv, jsou jednoduché, řapíkaté nebo přisedlé, střídavé (jen vzácně vstřícné nebo v přeslenech), uspořádané spirálně nebo dvouřadě, s listovými pochvami. Čepele listů jsou celokrajné, ploché či žlábkovité nebo svinuté, někdy jsou dokonce kožovité nebo dužnaté, kopinaté, podlouhlé až vejčité, žilnatina souběžná. Zvláště u nezelených saprofytických rostlin jsou listy redukovány na šupiny.

## Rozšíření ve světě
Je známo asi 850 rodů a asi 17 000 druhů, které jsou rozšířeny téměř po celém světě, nejvíce v tropech, ale i jiných klimatických pásech. Jedná se o jednu z nejpočetnějších čeledí vyšších rostlin.

## Seznam českých rodů
V ČR rostou zástupci asi 24 rodů. Jsou však známé i mezirodové hybridy. Většina druhů patří mezi ohrožené, silně ohrožené nebo kriticky ohrožené a chráněné rostliny. K českým rodům patří:
| - běloprstka (Pseudorchis) - bradáček (Listera) - hlavinka (Traunsteinera) - hlístník (Neottia) - hlízovec (Liparis) - hnědenec (Limodorum) - jazýček (Himantoglossum) - korálice (Corallorhiza) | - kruštík (Epipactis) - měkčilka (Malaxis) - měkkyně (Hammarbya) - okrotice (Cephalanthera) - pětiprstka (Gymnadenia) - prstnatec (Dactylorhiza) - rudohlávek (Anacamptis) - sklenobýl (Epipogium) | - smrkovník (Goodyera) - střevíčník (Cypripedium) - švihlík (Spiranthes) - tořič (Ophrys) - toříček (Herminium) - vemeníček (Coeloglossum) - vemeník (Platanthera) - vstavač (Orchis) |

Mezi další významné rody, které se v ČR nevyskytují, patří například vanilovník (Vanilla).

## Taxonomie
Čeleď je v současné taxonomii členěna do 5 podčeledí.
|  | Cypripedioideae                                                 |
|  |                                                                 |
|  | \| \| Orchidoideae \| \| \| \| \| \| Epidendroideae \| \| \| \| |
|  |                                                                 |
|  | Orchidoideae                                                    |
|  |                                                                 |
|  | Epidendroideae                                                  |
|  |                                                                 |

|  | Orchidoideae   |
|  |                |
|  | Epidendroideae |
|  |                |

|  | Cypripedioideae                                                 |
|  |                                                                 |
|  | \| \| Orchidoideae \| \| \| \| \| \| Epidendroideae \| \| \| \| |
|  |                                                                 |
|  | Orchidoideae                                                    |
|  |                                                                 |
|  | Epidendroideae                                                  |
|  |                                                                 |

|  | Orchidoideae   |
|  |                |
|  | Epidendroideae |
|  |                |

|  | Cypripedioideae                                                 |
|  |                                                                 |
|  | \| \| Orchidoideae \| \| \| \| \| \| Epidendroideae \| \| \| \| |
|  |                                                                 |
|  | Orchidoideae                                                    |
|  |                                                                 |
|  | Epidendroideae                                                  |
|  |                                                                 |

|  | Orchidoideae   |
|  |                |
|  | Epidendroideae |
|  |                |

|  | Cypripedioideae                                                 |
|  |                                                                 |
|  | \| \| Orchidoideae \| \| \| \| \| \| Epidendroideae \| \| \| \| |
|  |                                                                 |
|  | Orchidoideae                                                    |
|  |                                                                 |
|  | Epidendroideae                                                  |
|  |                                                                 |

|  | Orchidoideae   |
|  |                |
|  | Epidendroideae |
|  |                |

|  | Cypripedioideae                                                 |
|  |                                                                 |
|  | \| \| Orchidoideae \| \| \| \| \| \| Epidendroideae \| \| \| \| |
|  |                                                                 |
|  | Orchidoideae                                                    |
|  |                                                                 |
|  | Epidendroideae                                                  |
|  |                                                                 |

|  | Orchidoideae   |
|  |                |
|  | Epidendroideae |
|  |                |

|  | Cypripedioideae                                                 |
|  |                                                                 |
|  | \| \| Orchidoideae \| \| \| \| \| \| Epidendroideae \| \| \| \| |
|  |                                                                 |
|  | Orchidoideae                                                    |
|  |                                                                 |
|  | Epidendroideae                                                  |
|  |                                                                 |

|  | Orchidoideae   |
|  |                |
|  | Epidendroideae |
|  |                |

|  | Cypripedioideae                                                 |
|  |                                                                 |
|  | \| \| Orchidoideae \| \| \| \| \| \| Epidendroideae \| \| \| \| |
|  |                                                                 |
|  | Orchidoideae                                                    |
|  |                                                                 |
|  | Epidendroideae                                                  |
|  |                                                                 |

|  | Orchidoideae   |
|  |                |
|  | Epidendroideae |
|  |                |

|  | Cypripedioideae                                                 |
|  |                                                                 |
|  | \| \| Orchidoideae \| \| \| \| \| \| Epidendroideae \| \| \| \| |
|  |                                                                 |
|  | Orchidoideae                                                    |
|  |                                                                 |
|  | Epidendroideae                                                  |
|  |                                                                 |

|  | Orchidoideae   |
|  |                |
|  | Epidendroideae |
|  |                |

|  | Cypripedioideae                                                 |
|  |                                                                 |
|  | \| \| Orchidoideae \| \| \| \| \| \| Epidendroideae \| \| \| \| |
|  |                                                                 |
|  | Orchidoideae                                                    |
|  |                                                                 |
|  | Epidendroideae                                                  |
|  |                                                                 |

|  | Orchidoideae   |
|  |                |
|  | Epidendroideae |
|  |                |

|  | Cypripedioideae                                                 |
|  |                                                                 |
|  | \| \| Orchidoideae \| \| \| \| \| \| Epidendroideae \| \| \| \| |
|  |                                                                 |
|  | Orchidoideae                                                    |
|  |                                                                 |
|  | Epidendroideae                                                  |
|  |                                                                 |

|  | Orchidoideae   |
|  |                |
|  | Epidendroideae |
|  |                |

|  | Cypripedioideae                                                 |
|  |                                                                 |
|  | \| \| Orchidoideae \| \| \| \| \| \| Epidendroideae \| \| \| \| |
|  |                                                                 |
|  | Orchidoideae                                                    |
|  |                                                                 |
|  | Epidendroideae                                                  |
|  |                                                                 |

|  | Orchidoideae   |
|  |                |
|  | Epidendroideae |
|  |                |

|  | Cypripedioideae                                                 |
|  |                                                                 |
|  | \| \| Orchidoideae \| \| \| \| \| \| Epidendroideae \| \| \| \| |
|  |                                                                 |
|  | Orchidoideae                                                    |
|  |                                                                 |
|  | Epidendroideae                                                  |
|  |                                                                 |

|  | Orchidoideae   |
|  |                |
|  | Epidendroideae |
|  |                |

|  | Cypripedioideae                                                 |
|  |                                                                 |
|  | \| \| Orchidoideae \| \| \| \| \| \| Epidendroideae \| \| \| \| |
|  |                                                                 |
|  | Orchidoideae                                                    |
|  |                                                                 |
|  | Epidendroideae                                                  |
|  |                                                                 |

|  | Orchidoideae   |
|  |                |
|  | Epidendroideae |
|  |                |

|  | Cypripedioideae                                                 |
|  |                                                                 |
|  | \| \| Orchidoideae \| \| \| \| \| \| Epidendroideae \| \| \| \| |
|  |                                                                 |
|  | Orchidoideae                                                    |
|  |                                                                 |
|  | Epidendroideae                                                  |
|  |                                                                 |

|  | Orchidoideae   |
|  |                |
|  | Epidendroideae |
|  |                |

|  | Cypripedioideae                                                 |
|  |                                                                 |
|  | \| \| Orchidoideae \| \| \| \| \| \| Epidendroideae \| \| \| \| |
|  |                                                                 |
|  | Orchidoideae                                                    |
|  |                                                                 |
|  | Epidendroideae                                                  |
|  |                                                                 |

|  | Orchidoideae   |
|  |                |
|  | Epidendroideae |
|  |                |

|  | Cypripedioideae                                                 |
|  |                                                                 |
|  | \| \| Orchidoideae \| \| \| \| \| \| Epidendroideae \| \| \| \| |
|  |                                                                 |
|  | Orchidoideae                                                    |
|  |                                                                 |
|  | Epidendroideae                                                  |
|  |                                                                 |

|  | Orchidoideae   |
|  |                |
|  | Epidendroideae |
|  |                |

(podrobněji v článku Systém orchidejí)